# 鈴鹿王
鈴鹿王（すずかのおおきみ/ すずかおう）は、太政大臣・高市皇子の次男。官位は従二位・知太政官事。

## 経歴
元明朝の和銅3年（710年）二世王の蔭位により無位から従四位下に直叙される。
聖武朝に入り、神亀3年（726年）従四位上に叙せられる。神亀6年（729年）2月に勃発した長屋王の変により、兄の左大臣・長屋王が自殺する。しかし、間もなく鈴鹿王の邸宅に左大弁・石川石足らが派遣され、長屋王の親族は全員赦免するとの勅が宣べられて、鈴鹿王は連座を免れる。さらに、変後間もない3月には二階昇進して正四位上に叙せられている。天平3年（731年）には橘諸兄と同時に参議に任ぜられて公卿に列し、天平4年（732年）には従三位に叙せられた。
天平9年（737年）藤原四兄弟（武智麻呂・房前・宇合・麻呂）や多治比県守が相次いで薨去し、公卿9名のうち上位の5名がいなくなるとの異常事態が発生する。これを受けて、鈴鹿王は参議から一挙に知太政官事に任ぜられて、同じく参議から大納言に昇進した橘諸兄と共に政権を主導する。一説に、こうした鈴鹿王の立身の背景には、無念の思いを抱いて死んだ長屋王の霊を鎮めたいという朝廷の意図が込められていたといわれている。その一方で天平9年（737年）の疫病によって議政官級の皇族・貴族のほとんどが没してしまい、大臣に就任できる要件を満たした人材がいなくなってしまったために、大臣と同格で皇族であることが必須の条件であった知太政官事を急遽立てなければならないという切迫した事情も介在していた。なお、政治の実権は橘諸兄にあり、知太政官事の地位は象徴的なものであったとされる。また、鈴鹿王の在任中に橘諸兄が右大臣に任じられて位階的にも鈴鹿王を追い越したことで知太政官事の位置付けが太政大臣の下から右大臣の下へと下がっていったとする説もある。
天平10年（738年）正三位に昇叙され、天平15年（743年）従二位に至る。天平12年（740年）に発生した藤原広嗣の乱の後、聖武天皇はしばしば各地への行幸を行うが、都度鈴鹿王は留守役の責任者を務めている。
天平17年（745年）9月4日薨御。最終官位は知太政官事兼式部卿従二位。なお、以降知太政官事への任官は行われなくなり、結果的に鈴鹿王が最後の知太政官事となった。
神護景雲4年（770年）佐紀にあったかつての鈴鹿王邸に称徳天皇の御陵が造営された。高塚古墳が比定されているが異論も多い。

## 官歴
注記のないものは『続日本紀』による。
- 和銅3年（710年） 正月13日：従四位下（直叙）
- 神亀3年（726年） 正月21日：従四位上
- 神亀6年（729年） 3月4日：正四位上
- 時期不詳：大蔵卿
- 天平3年（731年） 8月11日：参議
- 天平4年（732年） 正月20日：従三位
- 天平9年（737年） 8月28日：知太政官事
- 天平10年（738年） 正月13日：正三位
- 天平12年（740年） 2月7日：留守役（聖武天皇難波宮行幸）。10月29日：留守役（聖武天皇伊勢国行幸）。11月14日：兼式部卿[6]
- 天平14年（742年） 8月27日：留守役（聖武天皇紫香楽宮行幸）。12月29日：留守役（聖武天皇紫香楽宮行幸）
- 天平15年（743年） 5月5日：従二位。7月26日：留守役（聖武天皇紫香楽宮行幸）
- 天平16年（744年） 閏正月11日：留守役（聖武天皇難波宮行幸）。2月2日：恭仁宮留守役（聖武天皇難波宮行幸）
- 天平17年（745年） 9月4日：薨御（知太政官事兼式部卿従二位）

## 系譜
- 父：高市皇子
- 母：不詳
- 生母不詳の子女
  - 男子：豊野出雲（?-777）[5]
  - 男子：豊野篠原[7]
  - 男子：豊野尾張[7]
  - 四男：豊野奄智（?-784）[5]
  - 男子：豊野五十戸[5]